# Końskowola
Końskowola ist eine Stadt im Südosten Polens im Powiat Puławski der Woiwodschaft Lublin. Sie ist Sitz der gleichnamigen Stadt-Land-Gemeinde und liegt am Fluss Kurówka.

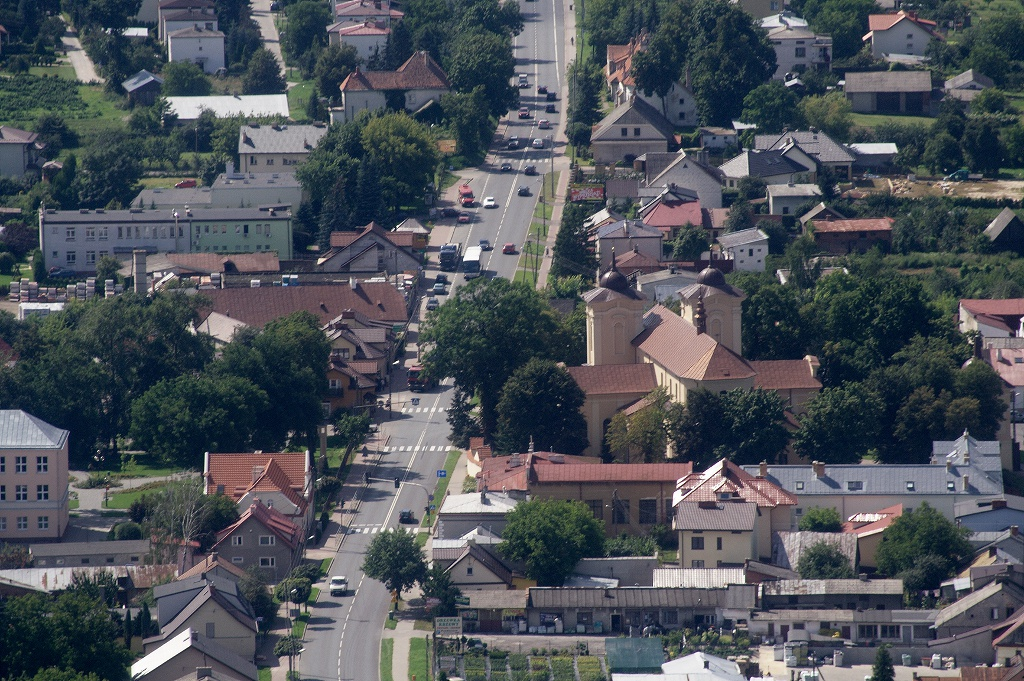
Übersicht

## Geschichte
Vom 8. Juni 1532 bis 1870 hatte der Ort den Status einer Stadt, den er seit 2025 wieder hat. Das Dorf wurde nach seinem Gründer Jan Koninski benannt und wurde erstmals 1442 erwähnt.
Im Zuge der dritten polnischen Teilung kam der Ort 1795 unter österreichische Herrschaft. 1809 wurde er Teil des Herzogtum Warschau. Es wurde ein Zentrum des Lebensmittelhandels und hatte einige Textilfabriken. Menschen aus ganz Polen und auch aus Sachsen ließen sich hier nieder und 1841 eine evangelische Filialgemeinde von Lublin gründeten. Nach dem Januaraufstand verlor Końskowola 1870 das Stadtrecht. Seit 1918 gehört es wieder zu Polen.
Zu Beginn des Zweiten Weltkrieges, am 15. September 1939, wurde Końskowola von Deutschland okkupiert. Es wurde ein Kriegsgefangenenlager errichtet, das jedoch nur kurzen Bestand hatte. Das hier errichtete Konzentrationslager bestand bis 1943. 
Im örtlichen Ghetto wurden die örtlichen Juden, jedoch auch Juden aus der Slowakei, angesiedelt. Am 8. Mai 1942 wurden viele Juden in das Vernichtungslager Sobibor deportiert. Im Oktober 1942, wurde das Ghetto durch das III. Bataillon des Polizei-Regimentes 25, des früheren Reserve-Polizei-Bataillon 101 liquidiert und rund 1000 Menschen getötet.

## Gemeinde
Die Stadt-Land-Gemeinde (gmina miejsko-wiejska) Końskowola hat fast 9000 Einwohner.

## Tourismus
Die bekannteste Sehenswürdigkeit von Końskowola ist die katholische Kirche mit der Familiengruft der Opalinskis und Lubomirskis und Grabsteinen, die von Tylman van Gameren geplant wurden. Eine weitere Kirche im Ort ist im Stil der Lubliner Renaissance im Jahre 1613 erbaut worden. Es gibt auch einen evangelischen Friedhof.
In Końskowola starben die polnischen Dichter Franciszek Dionizy Kniaźnin und Franciszek Zabłocki.